# Paula Sherriff
Paula Michelle Sherriff (ur. 16 kwietnia 1975 w Glasgow) – brytyjska polityczka Partii Pracy, deputowana Izby Gmin.

## Działalność polityczna
W okresie od 7 maja 2015 do 6 listopada 2019 reprezentowała okręg wyborczy Dewsbury w brytyjskiej Izbie Gmin.